# 일조시간
| < 1200 h 1200–1600 h 1600–2000 h 2000–2400 h | 2400–3000 h 3000–3600 h 3600–4000 h > 4000 h |

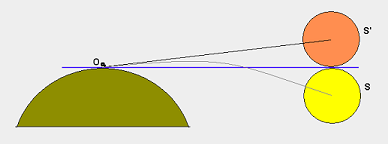
해돋이와 해넘이 시점

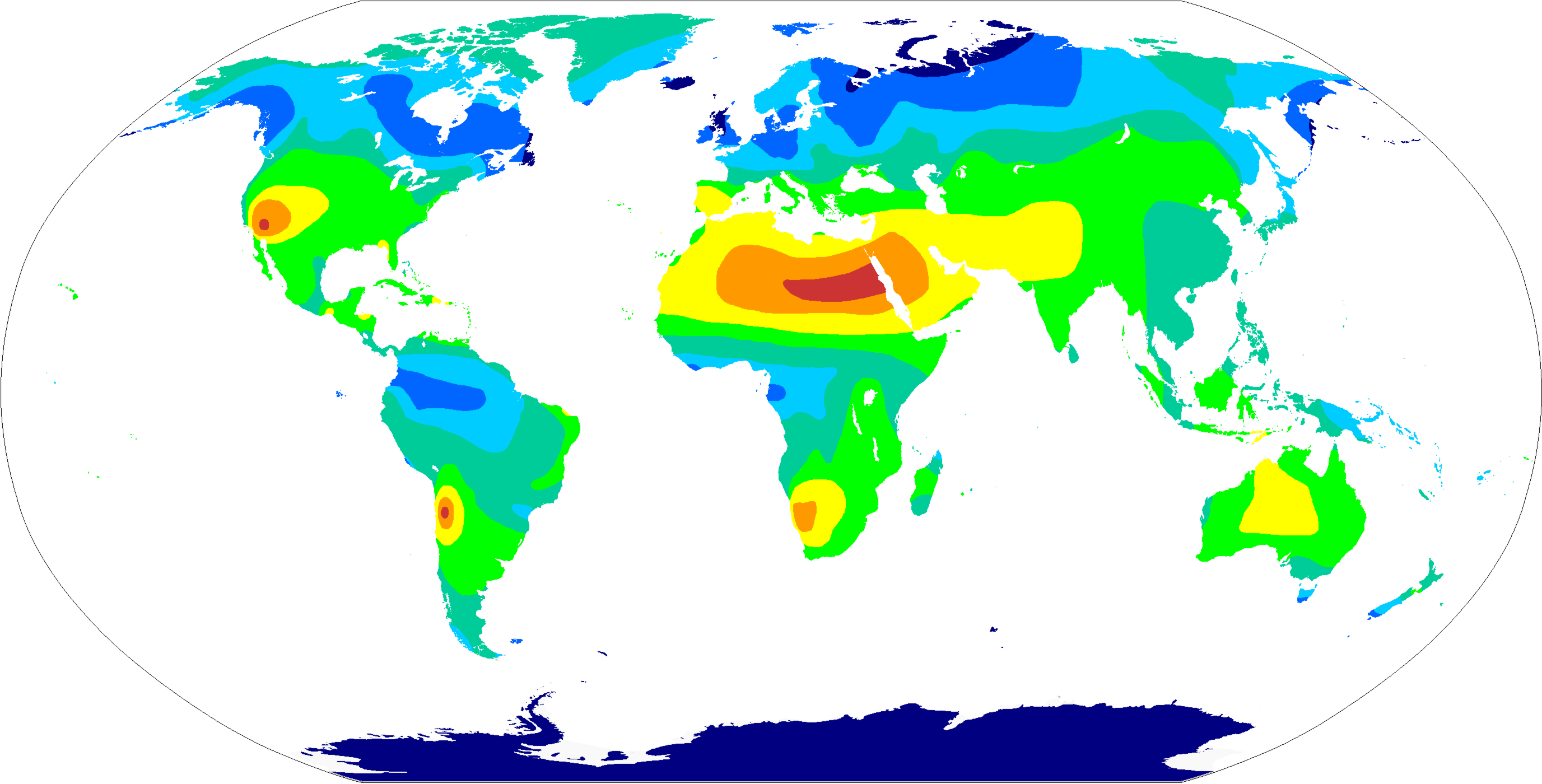
전 세계 연간 일조 시간

일조시간(日照時間)은 태양의 직사광이 지표면에 비친 시간을 가리키는 단어이다. 일조시간은 구름의 양과 날씨의 한 지표가 되며, 일사량을 구하는 데 이용된다. 지평선을 기준으로 해가 떠서 질 때까지의 시간을 그 날의 가조시간이라고 하고, 가조시간에 대한 일조시간의 비를 일조율이라고 한다. 일조시간은 우리의 생활이나 생물의 생육과 깊은 관계가 있다.